# 1920年アントワープオリンピックのオランダ選手団
1920年アントワープオリンピックのオランダ選手団（1920ねんアントワープオリンピックのオランダせんしゅだん）は、1920年8月14日から9月12日にかけてベルギーのアントウェルペン州アントワープで開催された1920年アントワープオリンピックのオランダ選手団、およびその競技結果。

## 概要
今大会は金メダル4個、銀メダル2個、銅メダル5個の合計11個のメダルを獲得した。

## メダル
| メダル | 選手名                                  | 競技   | 種目                   |
| ------ | --------------------------------------- | ------ | ---------------------- |
| 金     | マウリス・ペータース                    | 自転車 | 男子スプリント         |
| 銅     | フラン・デ・フレング ピート・イケラール | 自転車 | 男子タンデムスプリント |
| 銅     | ピート・イケラール                      | 自転車 | 男子50kmレース         |